# Euphorbia tortilis
Euphorbia tortilis là một loài thực vật có hoa trong họ Đại kích. Loài này được Rottler ex Ainslie mô tả khoa học đầu tiên năm 1826.